# Бойд, Брэндон
Брэндон Бойд (англ. Brandon Boyd; 15 февраля 1976 Лос-Анджелес, Калифорния, США) — американский артист, музыкант, вокалист группы Incubus.

## Биография
Оба его родителя, Чарльз и Долли, имели опыт гастрольной деятельности и развивали творческие способности сына, когда он был ребенком . Брэндон впервые встретил Хосе Пасиллиаса в средней школе в 80-х. Он был приглашен в группу, где уже были Jose Pasillas, Mike Einziger и Alex Katunich. За написанием своих ранних песен и занятиях серфингом эта четверка быстро стала лучшими друзьями. Они сочиняли все больше и больше песен, и быстро стали делать востребованные шоу в окрестностях Calabasas.
Когда группа решила сыграть свой первый концерт в Roxy, настало время выбрать название. Брэндон предложил называться Spiral Staircase, но этот вариант был признан неудачным после того, как Майкл нашёл в словаре редкое слово Incubus. Брэндон отлично использовал другие свои таланты, рисуя концертные флаеры, рекламирующие их ранние выступления. Вначале он скопировал несколько рисунков из эротической книги, которую им дала мать Майкла, но группа перестала их использовать после того, как несколько поклонников были обескуражены их флаерами .
С годами вокал Брэндона стал главной составляющей успеха группы. Его впечатляющий сильный вокал стал причиной того, что группа заключила контракт со звукозаписывающей компанией Sony's Epic/Immortal. Благодаря этому группа получила поддержку двух своих главных релизов, S.C.I.E.N.C.E.. и Make Yourself. В 2000 году группа получила широкую известность, благодаря хитам Pardon Me, Stellar и Drive.
Однако сцена на какое-то время уступала место рисованию. До того, как участники Incubus решили посвятить музыке все своё время, он и Хосе посещали Moorepark College как студенты-художники.
Сейчас Брэндон живёт серфингом, рисованием, написанием песен и стихов и проводит время вместе с друзьями, семьей и любимой собакой по кличке Брюс.